# Iacopo d'Arena

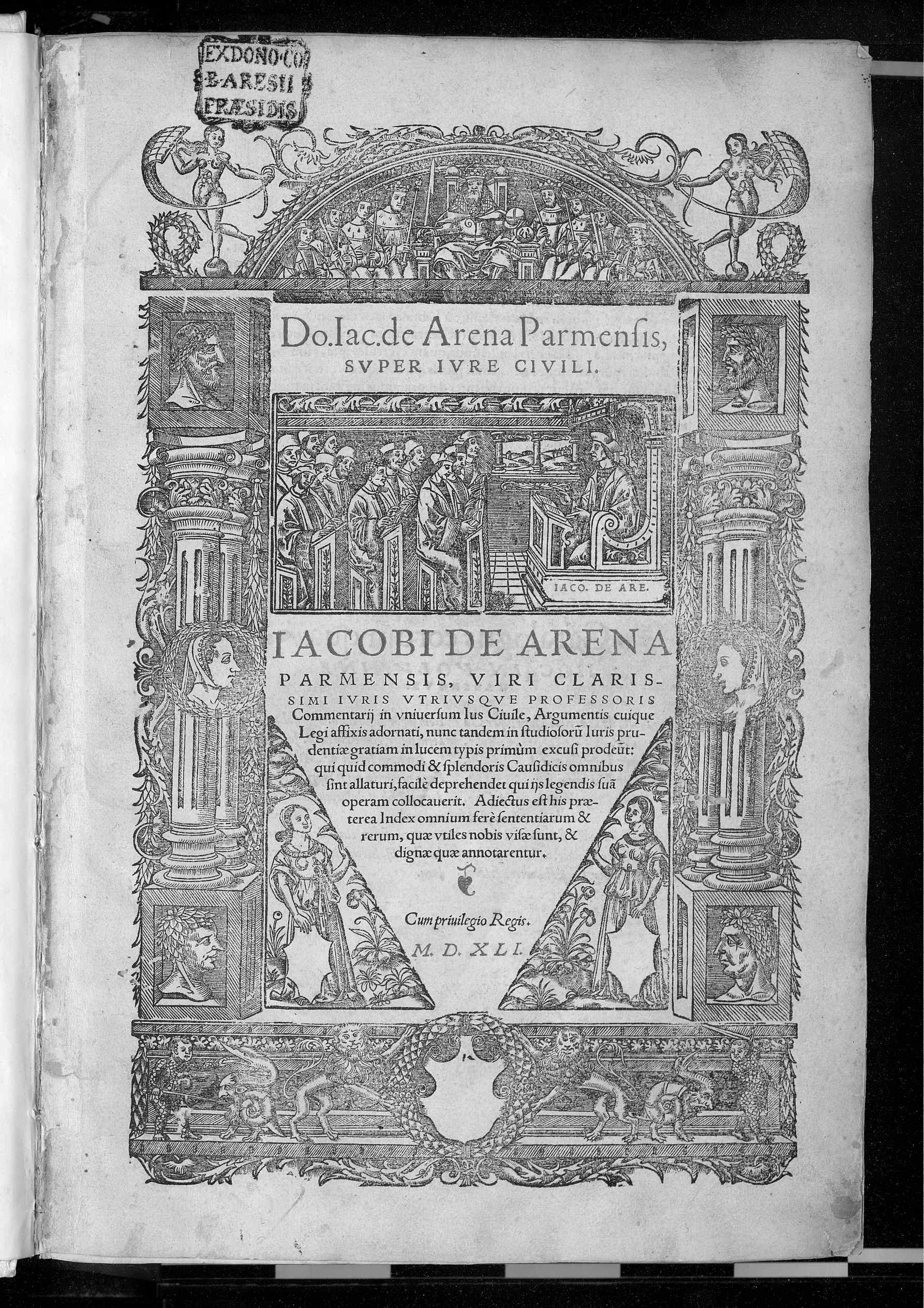
Commentarii in universum ius civile, 1541.

Iacopo d'Arena dell'Arena, latinizzato come Jacobus de Arena (Parma, 1220 circa – Siena, dopo il 1288) è stato un giurista italiano.

## Biografia
Insegnò nelle università di Padova, Napoli, Siena e Bologna. Fu commentatore del Digesto e scrisse molte opere tuttora inedite.

## Opere

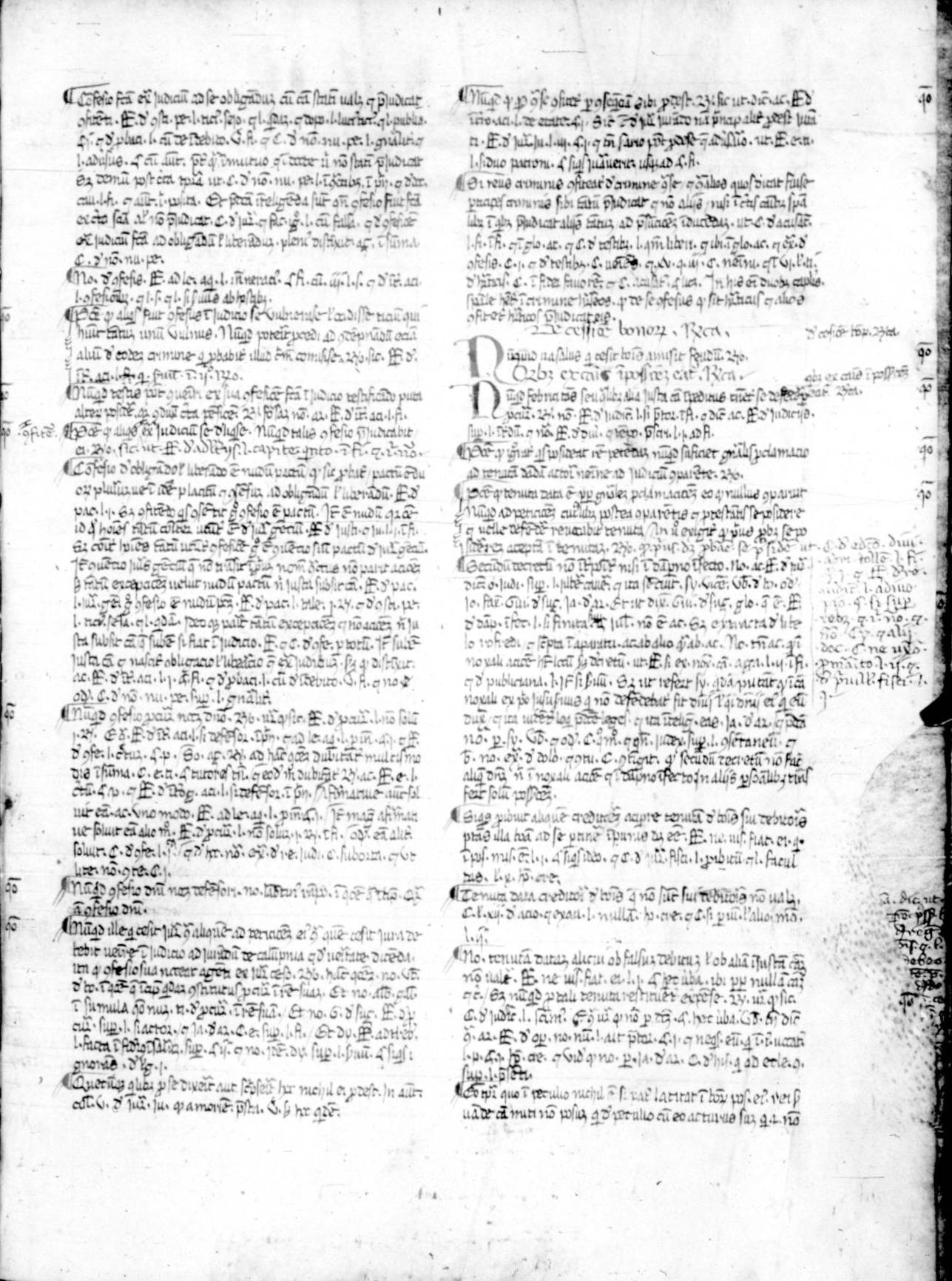
Tractatus de excussione pignorum, manoscritto, XIII secolo.

- (LA) Commentarii in universum ius civile, Lyon, Hugues de La Porte, 1541.

### Manoscritti
- Additiones ad Institutiones, XIV secolo, Paris, Bibliothèque Nationale de France, Fonds latin, Lat. 4424.
- Additiones ad Digestum novum, XIV secolo, Città del Vaticano, Biblioteca Apostolica Vaticana, Fondo Ottoboniano latino, Ottob. lat. 1307,  ff. 88ra-131ra.
- Additiones ad Infortiatum, pars I, XIV secolo, Olomouc, Zemský archiv v Opavě, pobočka Olomouc, Rukopisy, C.O. 591,  ff. 21r-68v.
- Additiones ad Infortiatum, XIV-XV secolo, Paris, Bibliothèque Nationale de France, Fonds latin, Lat. 4604,  ff. 1ra-10vb.
- Tractatus de excussione, XIII secolo, Firenze, Biblioteca Medicea Laurenziana, Fondo Santa Croce, Plut. 5 sin. 12,  f. 47.
- Tractatus de excussionibus pignorum, 1386-1400, Erfurt, Universitäts- und Forschungsbibliothek Erfurt/Gotha Universitätsbibliothek, Handschriften, Dep. Erf. CA. 2° 227.
  -  Tractatus de excussionibus pignorum, XV secolo, Bruxelles, Bibliothèque Royale de Belgique, Fonds général, MS II.1442,  ff. 69v-72v.
  -  Tractatus de excussionibus pignorum, XV secolo, Würzburg, Universitätsbibliothek, Handschriften, M. ch. f. 19,  ff. 160-161.
- Tractatus de excussionibus bonorum et Tractatus seu materia praeceptorum., 1459-1462, Dillingen, Studienbibliothek Dillingen/Donau, Handschriften, XV.93,  ff. 361r-364r.
- Tractatus de expensis, XV secolo, Tübingen, Universitätsbibliothek, Handschriften, Mc 58,  ff. 53va-55vb.
- Tractatus de expensis in iudicio factis, XV secolo, Città del Vaticano, Biblioteca Apostolica Vaticana, Fondo Vaticano latino, Vat. lat. 2640,  ff. 38-58.
- Tractatus de fideicommissariis, XIV secolo, Klagenfurt, Bischöfliche Bibliothek, Handschriften, XXIX a.10,  ff. 71ra-72va.
  -  Tractatus de fideicommissariis, XV secolo, Nürnberg, Stadtbibliothek im Bildungscampus Nürnberg, Hanschriften, Cent. IV. 95,  ff. 528-532v.
- Tractatus de cessione iurium et actionum et Tractatus de sequestrationibus, XV secolo, Stuttgart, Württembergische Landesbibliothek Stuttgart, Öffentliche Bibliothek, Cod. jur. fol. 123,  ff. 19ra-23vb.
- Tractatus de fratribus simul viventibus, XV secolo, Città del Vaticano, Biblioteca Apostolica Vaticana, Fondo Vaticano latino, Vat. lat. 2618.

## Fonti
- Iacopo d'Arena, in Treccani.it – Enciclopedie on line, Roma, Istituto dell'Enciclopedia Italiana.